# Paul Pogba
Paul Labile Pogba (Lagny-sur-Marne, 15 maart 1993) is een Frans-Guineese voetballer die doorgaans als middenvelder speelt voor AS Monaco. Pogba debuteerde in 2013 in het Frans voetbalelftal, waarmee hij in 2018 wereldkampioen werd.

## Biografie
Pogba werd als zoon van Guineese ouders geboren in het Franse Lagny-sur-Marne, een banlieue van Parijs. Hij heeft twee oudere broers die ook actief werden in het betaald voetbal; de tweeling Mathias en Florentin.
Terwijl zijn carrière langs hoogtepunten ging, gebeurde er met en rondom hem zoveel, dat het vergeleken wordt met een soapserie. Hij heeft veel blessures gehad, onder andere aan dij, rug en enkel. In 2019 en 2020 samen was hij 334 dagen geblesseerd. Later, in Italië heeft hij blessures aan hamstring, kuit, meniscus en lies. Vanaf zijn tijd bij Manchester United met José Mourinho kampte hij met depressies en zijn relatie met deze trainer was explosief. Hij voelde ook de mentale druk van topsport: het ene moment ben je populair, het andere moment willen mensen je niet kennen.
In 2022 werd er ingebroken in zijn huis, waar zijn kleine kinderen sliepen terwijl hij zelf weg was. De hardste klap was echter, dat hij werd afgeperst door een groep criminelen, onder wie zijn broer Mathias. Met zijn familie verklaarde hij: Het is een aanvulling op de bedreigingen en afpersingspogingen van een georganiseerde bende. Na een Frans onderzoek in het najaar van 2022 mocht Mathias niet meer in contact komen met Paul Pogba. Zelf zei hij: Alleen de mensen die dicht bij je staan, kunnen je pijn doen. Je vrienden en familie, waarvan je denkt dat ze altijd blij voor je zullen zijn […]. Als er geld is, moet je oppassen. Het kan een familie breken.
In 2023 werd bij een dopingcontrole een te hoge testosteronwaarde gemeten bij Pogba, wat leidde tot speculaties over een einde aan zijn loopbaan. Uiteindelijk werd hij geschorst voor 4 jaar.  De schorsing werd uiteindelijk ingekort tot 18 maanden, hierdoor kwam Pogba's schorsing in maart 2025 tot een einde.
In Frankrijk werd Pogba La Pioche (de grapjas) genoemd vanwege zijn guitige grijns, in Italië was hij Il Polpo (de octopus) vanwege zijn zwaaiende ledematen.

## Clubcarrière

### Jeugd
Pogba begon met voetballen bij US Roissy-en-Brie, dicht bij zijn geboortedorp. Na zeven seizoenen maakte hij de overstap naar US Torcy, waar hij aanvoerder was bij het elftal voor spelers onder 13 jaar. Na één seizoen verliet hij Torcy voor profclub AC Le Havre. In zijn tijd bij Le Havre werd Pogba Frans jeugdinternational. Door zijn nationale en internationale prestaties kwam hij in de belangstelling te staan van Arsenal FC en Juventus FC.

### Manchester United
Op 31 juli 2009 maakte Pogba bekend dat hij Le Havre zou verlaten voor Manchester United. Hierdoor was Le Havre misnoegd, aangezien zij Pogba wilden houden aan zijn contract. Na tussenkomst van de FIFA kwamen beide clubs alsnog tot een akkoord, waardoor Pogba de overstap maakte naar Engeland. Op 19 februari 2011 werd hij samen met drie andere jeugdspelers door Sir Alex Ferguson bij de selectie gehaald voor het FA Cup-duel tegen Crawley Town. Op 20 september 2011 zat hij opnieuw bij de selectie, ditmaal voor het treffen in de League Cup tegen Leeds United. Hij mocht aan de rust invallen voor Ryan Giggs. Manchester United won met 3–0 van Leeds United na doelpunten van Michael Owen (tweemaal) en Giggs. Op 25 oktober 2011 kreeg Pogba opnieuw een invalbeurt in de bekercompetitie, ditmaal tegen Aldershot Town. Pogba verving na een uur spelen Tom Cleverley. United won met 3–0 na doelpunten van Dimitar Berbatov, Owen en Antonio Valencia.
Op 31 januari 2012 speelde Pogba zijn eerste wedstrijd in de Premier League op Old Trafford tegen Stoke City. Hij viel na 73 minuten in voor Javier Hernández. Manchester United won het duel met 2–0 na twee benutte strafschoppen, binnengeschoten door Hernández en Berbatov. Op 15 maart 2012 maakte Pogba zijn Europees debuut in de UEFA Europa League als invaller voor Michael Carrick in de uitwedstrijd tegen Athletic Bilbao. Hij kwam uiteindelijk tot zeven gespeelde wedstrijden in het eerste elftal van Manchester United, waarvan drie in de Premier League en drie in de League Cup. Het competitieduel op 18 maart 2012 tegen Wolverhampton Wanderers (0–5 winst) was zijn laatste optreden in Engeland.

### Juventus

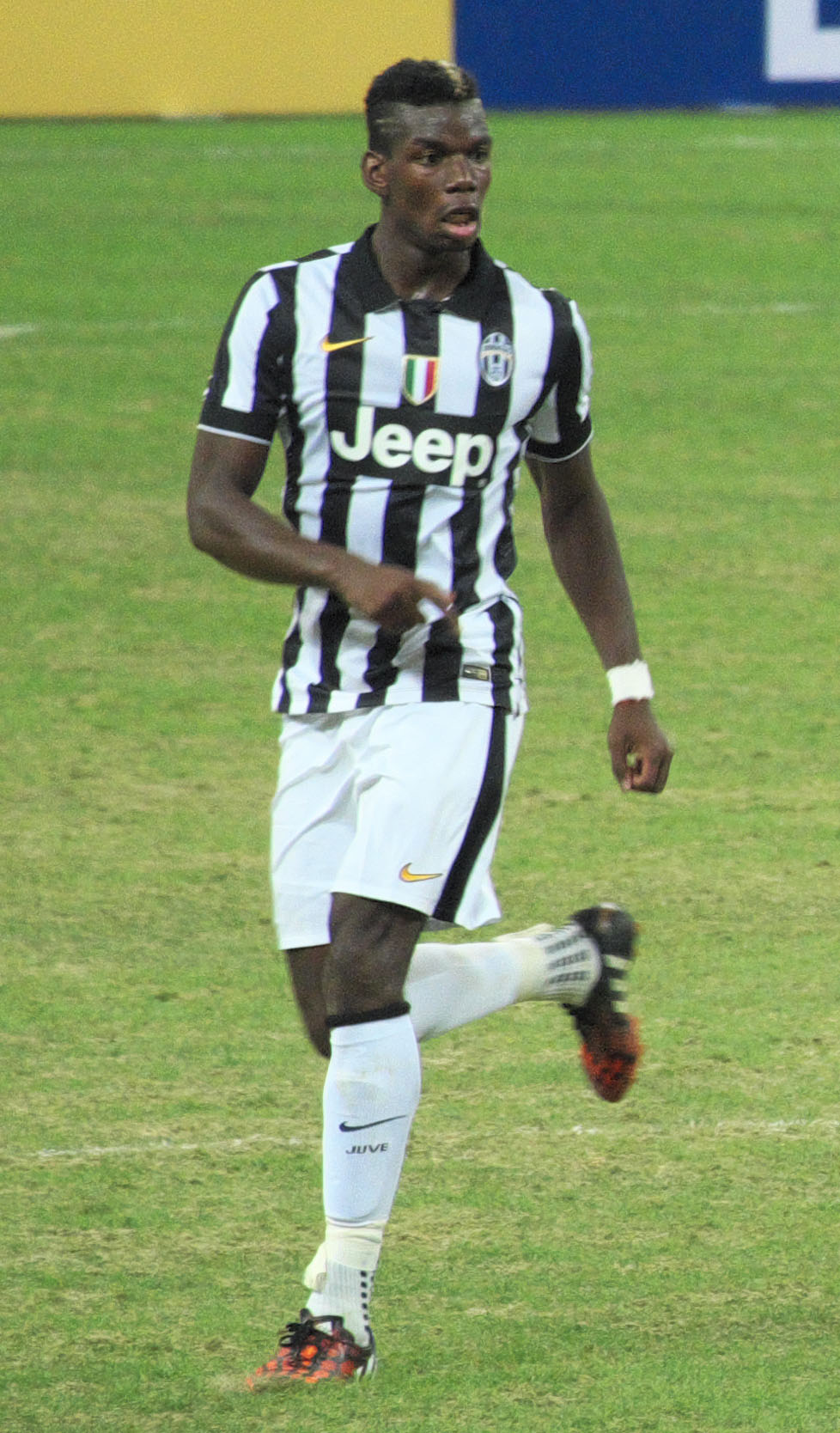
Paul Pogba bij Juventus in 2014.

Op 23 juli 2012 bevestigde Alex Ferguson het vertrek van Pogba, nadat hij weigerde zijn contract te verlengen. Op 27 juni 2012 bevestigde Juventus op haar website dat Pogba een medische keuring onderging in Italië. Op 3 augustus 2012 zette hij zijn handtekening onder een vierjarig contract bij Juventus. Op 22 september 2012 maakte Pogba voor Juventus zijn debuut in de Serie A tegen Chievo Verona. De centrale middenvelder speelde de volledige wedstrijd, die gewonnen werd met 2–0 na twee doelpunten van Fabio Quagliarella. Op 20 oktober 2012 maakte hij zijn eerste doelpunt in het shirt van Juventus in de thuiswedstrijd tegen SSC Napoli. In de seizoenen 2012/13, 2013/14 en 2014/15 won Pogba met Juventus de landstitel. In december 2013 werd hij uitgeroepen tot Golden Boy, de prijs die wordt uitgereikt aan de beste jonge voetballer in Europa. Op 28 oktober 2014 werd Pogba samen met 22 andere spelers genomineerd voor de Ballon d'Or. Met 21 jaar was hij de jongste speler op de lijst. In 2014 won Pogba ook de Trofeo Bravo, de onderscheiding voor Europees voetballer van het jaar onder 21; hij volgde de Spanjaard Isco op, die in 2013 de prijs won. Na in maart en april 2015 enkele wedstrijden gemist te hebben door een hamstringblessure speelde Pogba op 20 mei de finale van de Coppa Italia 2014/15, die na verlenging met 2–1 van SS Lazio werd gewonnen.

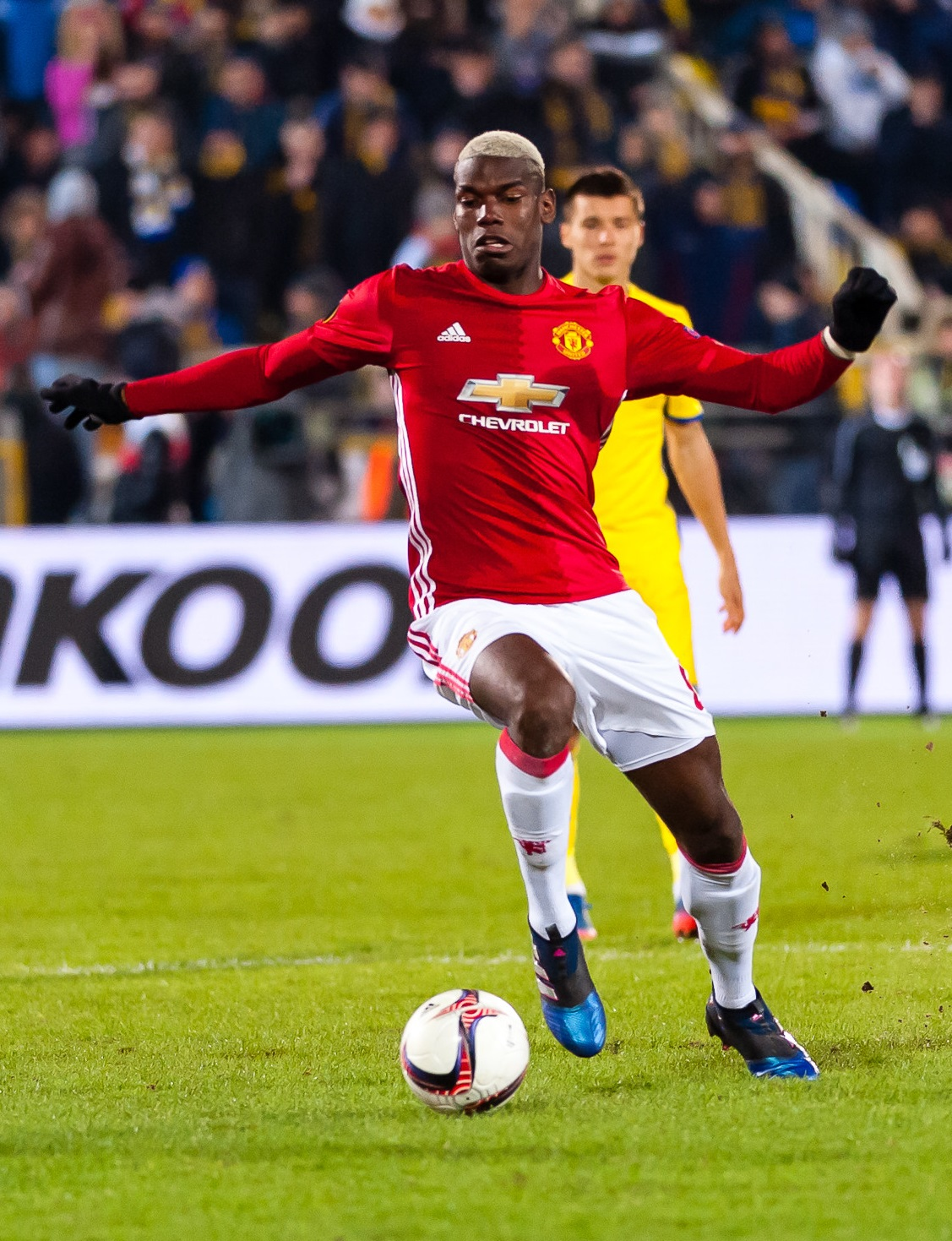
Paul Pogba bij Manchester United in 2017.

Twee weken later verloor Pogba met Juventus de finale van de UEFA Champions League met 1–3 van FC Barcelona. In het seizoen 2014/15 speelde Pogba in alle competities tezamen 41 wedstrijden; daarin maakte hij tien doelpunten en leverde hij elf assists.

### Manchester United
Pogba tekende in augustus 2016 een contract tot medio 2021 bij Manchester United. Dat betaalde circa €105.000.000,- voor hem aan Juventus. De Italiaanse club kreeg daarbij tot €5.000.000,- extra aan eventuele bonussen in het vooruitzicht. Daarmee was Pogba op dat moment de duurste voetballer aller tijden, ruim €4.000.000 duurder dan de vorige recordhouder Gareth Bale in 2013. Hij won in zijn eerste seizoen bij Manchester zowel de League Cup als de UEFA Europa League. Hij maakte het eerste doelpunt in de met 0–2 gewonnen finale van het laatstgenoemde toernooi, tegen Ajax.
In seizoen 2021/22 werd duidelijk dat Pogba zijn aflopende contract niet zou gaan verlengen. Daarbij meldde media dat er met name interesse was vanuit zijn oude club Juventus, het in zijn thuisland actieve Paris Saint-Germain en stadsrivaal Manchester City. In de zes jaar dat Pogba voor Manchester United uitkwam, kostte hij de club in totaal zo'n 257 miljoen euro. Het is de club in deze periode niet gelukt om de gestelde ambities waar te maken. Pogba zou namelijk onderdeel uit hebben moeten maken van het plan om terug te komen op het niveau wat onder coach Alex Ferguson werd behaald.

### Juventus
In juli 2022 werd bekend dat Pogba transfervrij de overstap zou maken naar Juventus, de club waar hij Manchester United in 2012 ook al eens voor verruilde. Pogba tekende een contract tot aan de zomer van 2026. In augustus 2023 na de met 3–0 gewonnen thuiswedstrijd tegen Udinese, werd Pogba, hoewel hij niet in actie kwam in die wedstrijd getest op dopinggebruik. Hij testte positief op testosteron. Daarop werd Pogba voorlopig geschorst. Er werd een tweede test gedaan op de B-staal van het dopingmonster, ook de uitslag van die test bleek positief. Pogba kan tot vier jaar geschorst worden. In februari 2024 werd de schorsing van vier jaar definitief. Hoewel de schorsing in hoger beroep is ingekort naar 18 maanden, heeft de club al laten weten dat Pogba ergens anders zal spelen nadat de schorsing afloopt.  

### AS Monaco
Op 29 juni 2025 kondigde AS Monaco de komst van Pogba aan, die transfervrij overkam. Hij tekende een contract tot medio 2028.

## Clubstatistieken
| Seizoen         | Club              | Competitie      | Competitie | Competitie | Beker | Beker | Europa | Europa | Supercup | Supercup | Totaal | Totaal |
| Seizoen         | Club              | Competitie      | Wed.       | Dlp.       | Wed.  | Dlp.  | Wed.   | Dlp.   | Wed.     | Dlp.     | Wed.   | Dlp.   |
| --------------- | ----------------- | --------------- | ---------- | ---------- | ----- | ----- | ------ | ------ | -------- | -------- | ------ | ------ |
| 2011/12         | Manchester United | Premier League  | 3          | 0          | 3     | 0     | 1      | 0      | 0        | 0        | 7      | 0      |
| Club totaal     | Club totaal       | Club totaal     | 3          | 0          | 3     | 0     | 1      | 0      | 0        | 0        | 7      | 0      |
| 2012/13         | Juventus          | Serie A         | 27         | 5          | 2     | 0     | 8      | 0      | 0        | 0        | 37     | 5      |
| 2013/14         | Juventus          | Serie A         | 36         | 7          | 0     | 0     | 14     | 1      | 1        | 1        | 51     | 9      |
| 2014/15         | Juventus          | Serie A         | 26         | 8          | 4     | 1     | 10     | 1      | 1        | 0        | 41     | 10     |
| 2015/16         | Juventus          | Serie A         | 35         | 8          | 5     | 1     | 8      | 1      | 1        | 0        | 49     | 10     |
| Club totaal     | Club totaal       | Club totaal     | 124        | 28         | 11    | 2     | 40     | 3      | 3        | 1        | 178    | 34     |
| 2016/17         | Manchester United | Premier League  | 30         | 5          | 6     | 1     | 15     | 3      | 0        | 0        | 51     | 9      |
| 2017/18         | Manchester United | Premier League  | 27         | 6          | 4     | 0     | 5      | 0      | 0        | 0        | 36     | 6      |
| 2018/19         | Manchester United | Premier League  | 35         | 13         | 3     | 1     | 9      | 2      | 0        | 0        | 47     | 16     |
| 2019/20         | Manchester United | Premier League  | 16         | 1          | 3     | 0     | 3      | 0      | 0        | 0        | 22     | 1      |
| 2020/21         | Manchester United | Premier League  | 26         | 3          | 5     | 1     | 7      | 1      | 0        | 0        | 32     | 5      |
| 2021/22         | Manchester United | Premier League  | 20         | 1          | 1     | 0     | 6      | 0      | 0        | 0        | 27     | 1      |
| Club totaal     | Club totaal       | Club totaal     | 154        | 29         | 22    | 3     | 45     | 6      | 0        | 0        | 215    | 38     |
| 2022/23         | Juventus          | Serie A         | 6          | 0          | 1     | 0     | 3      | 0      | 0        | 0        | 10     | 0      |
| 2023/24         | Juventus          | Serie A         | 2          | 0          | 0     | 0     | 0      | 0      | 0        | 0        | 2      | 0      |
| Club totaal     | Club totaal       | Club totaal     | 132        | 28         | 12    | 2     | 43     | 3      | 3        | 1        | 190    | 34     |
| 2025/26         | AS Monaco         | Ligue 1         | 0          | 0          | 0     | 0     | 0      | 0      | 0        | 0        | 0      | 0      |
|                 |                   |                 |            |            |       |       |        |        |          |          |        |        |
| Club totaal     | Club totaal       | Club totaal     | 0          | 0          | 0     | 0     | 0      | 0      | 0        | 0        | 0      | 0      |
| Carrière totaal | Carrière totaal   | Carrière totaal | 289        | 57         | 37    | 5     | 89     | 9      | 3        | 1        | 412    | 72     |

## Interlandcarrière

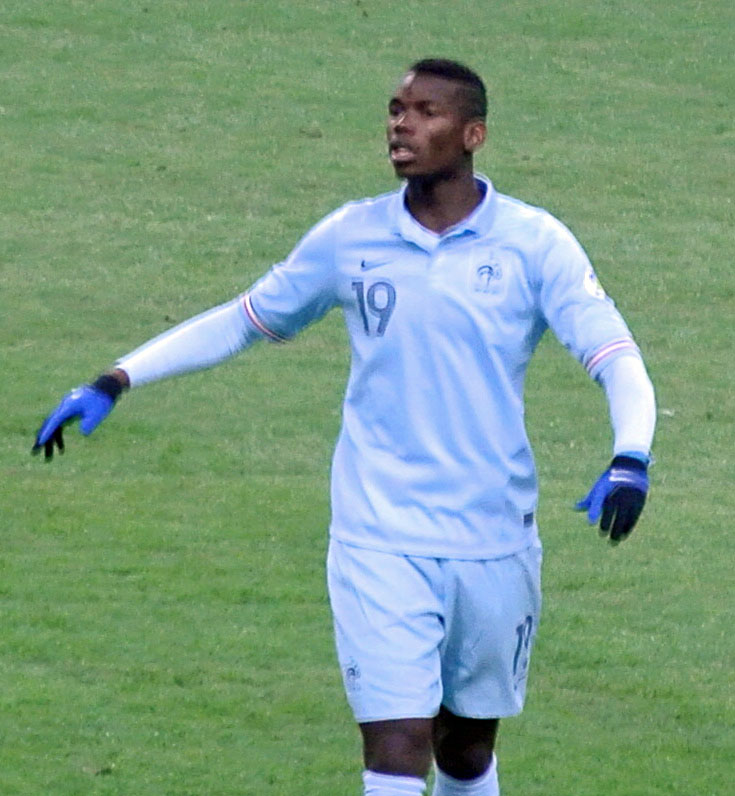
Pogba in zijn eerste interland, het kwalificatieduel tegen Georgië op 22 maart 2013

In 2013 won Pogba met Frankrijk –20 het wereldkampioenschap voetbal onder 20 in Turkije. In de finale werd Uruguay verslagen na strafschoppen. Pogba werd uitgeroepen tot beste speler van het toernooi.
Op 22 maart 2013 maakte Pogba zijn debuut in het Frans voetbalelftal in een interland in het kwalificatietoernooi voor het wereldkampioenschap voetbal 2014 tegen Georgië. Hij speelde de volledige wedstrijd mee, die met 3–1 gewonnen werd na doelpunten van Olivier Giroud, Mathieu Valbuena en Franck Ribéry. Ook Raphaël Varane (Real Madrid) maakte zijn debuut voor Frankrijk in de wedstrijd tegen Georgië. Vier dagen later mocht Pogba opnieuw starten in het EK-kwalificatieduel tegen Spanje in het Stade de France. De Hongaarse scheidsrechter Viktor Kassai stuurde hem na 78 minuten speeltijd met twee gele kaarten van het veld. Twintig minuten eerder had de Spanjaard Pedro Rodríguez Ledesma het enige doelpunt van de wedstrijd gescoord. Op 10 september 2013 maakte Pogba zijn eerste interlanddoelpunt in een EK-kwalificatiewedstrijd tegen Wit-Rusland.

### WK 2014
Op 6 juni 2014 werd bekend dat Pogba onderdeel zou uitmaken van de Franse selectie op het wereldkampioenschap voetbal 2014 in Brazilië. Op 15 juni 2014 startte hij in het basiselftal in de eerste groepswedstrijd tegen Honduras (0–3 winst). Aan het einde van de eerste helft beging Wilson Palacios een overtreding op Pogba, waarna hij een rode kaart kreeg (tweede gele kaart) en de Braziliaanse arbiter Sandro Ricci Frankrijk een strafschop toekende, die Karim Benzema benutte. In de 72ste minuut bepaalde Benzema op aangeven van Pogba de eindstand op 3–0. Hij speelde in alle vijf wedstrijden van Frankrijk op het toernooi. In de achtste finale tegen Nigeria (0–2 winst) maakte Pogba na 79 minuten het openingsdoelpunt, waarna Joseph Yobo met een eigen doelpunt in de tweede minuut van de blessuretijd beslissend was. De FIFA riep Pogba na afloop van het duel uit tot man van de wedstrijd. Hij speelde mee in de kwartfinale tegen latere kampioen Duitsland op 4 juli 2014, die met 0–1 werd verloren. Na afloop van het toernooi werd Pogba uitgeroepen tot beste jonge speler van het toernooi, met Memphis Depay (Nederland) en Raphaël Varane (Frankrijk) op de tweede en derde plaats.

### EK 2016
Na het wereldkampioenschap voetbal 2014 speelde Pogba met het Frans elftal twee jaar vriendschappelijke interlands. Bondscoach Didier Deschamps nam hem op 12 mei 2016 op in de Franse selectie voor het EK 2016, in eigen land. Hierop bereikten zijn ploeggenoten en hij de finale, die ze met 0–1 verloren van Portugal.
In 2018 werd Pogba wereldkampioen met zijn land. Hij scoorde in de openingswedstrijd en in de finale.
| Interlands van Paul Pogba voor Frankrijk | Interlands van Paul Pogba voor Frankrijk | Interlands van Paul Pogba voor Frankrijk | Interlands van Paul Pogba voor Frankrijk | Interlands van Paul Pogba voor Frankrijk | Interlands van Paul Pogba voor Frankrijk |
| №                                        | Datum                                    | Wedstrijd                                | Uitslag                                  | Competitie                               | Goals                                    |
| Als speler bij Juventus                  | Als speler bij Juventus                  | Als speler bij Juventus                  | Als speler bij Juventus                  | Als speler bij Juventus                  | Als speler bij Juventus                  |
| ---------------------------------------- | ---------------------------------------- | ---------------------------------------- | ---------------------------------------- | ---------------------------------------- | ---------------------------------------- |
| 1.                                       | 22 maart 2013                            | Frankrijk – Georgië                      | 3 – 1                                    | Kwalificatie WK 2014                     |                                          |
| 2.                                       | 26 maart 2013                            | Frankrijk – Spanje                       | 0 – 1                                    | Kwalificatie WK 2014                     |                                          |
| 3.                                       | 10 september 2013                        | Wit-Rusland – Frankrijk                  | 2 – 4                                    | Kwalificatie WK 2014                     | 73'                                      |
| 4.                                       | 11 oktober 2013                          | Frankrijk – Australië                    | 6 – 0                                    | Vriendschappelijk                        |                                          |
| 5.                                       | 15 oktober 2013                          | Frankrijk – Finland                      | 3 – 0                                    | Kwalificatie WK 2014                     |                                          |
| 6.                                       | 15 november 2013                         | Oekraïne – Frankrijk                     | 2 – 0                                    | Kwalificatie WK 2014                     |                                          |
| 7.                                       | 19 november 2013                         | Frankrijk – Oekraïne                     | 3 – 0                                    | Kwalificatie WK 2014                     |                                          |
| 8.                                       | 5 maart 2014                             | Frankrijk – Nederland                    | 2 – 0                                    | Vriendschappelijk                        |                                          |
| 9.                                       | 27 mei 2014                              | Frankrijk – Noorwegen                    | 4 – 0                                    | Vriendschappelijk                        | 15'                                      |
| 10.                                      | 1 juni 2014                              | Frankrijk – Paraguay                     | 1 – 1                                    | Vriendschappelijk                        |                                          |
| 11.                                      | 8 juni 2014                              | Frankrijk – Jamaica                      | 8 – 0                                    | Vriendschappelijk                        |                                          |
| 12.                                      | 15 juni 2014                             | Honduras – Frankrijk                     | 0 – 3                                    | WK 2014                                  |                                          |
| 13.                                      | 20 juni 2014                             | Frankrijk – Zwitserland                  | 5 – 2                                    | WK 2014                                  |                                          |
| 14.                                      | 25 juni 2014                             | Ecuador – Frankrijk                      | 0 – 0                                    | WK 2014                                  |                                          |
| 15.                                      | 30 juni 2014                             | Nigeria – Frankrijk                      | 0 – 2                                    | WK 2014                                  | 79'                                      |
| 16.                                      | 4 juli 2014                              | Frankrijk – Duitsland                    | 0 – 1                                    | WK 2014                                  |                                          |
| 17.                                      | 4 september 2014                         | Frankrijk – Spanje                       | 1 – 0                                    | Vriendschappelijk                        |                                          |
| 18.                                      | 7 september 2014                         | Servië – Frankrijk                       | 1 – 1                                    | Vriendschappelijk                        | 14'                                      |
| 19.                                      | 11 oktober 2014                          | Frankrijk – Portugal                     | 2 – 1                                    | Vriendschappelijk                        | 69'                                      |
| 20.                                      | 14 oktober 2014                          | Armenië – Frankrijk                      | 0 – 3                                    | Vriendschappelijk                        |                                          |
| 21.                                      | 14 november 2014                         | Frankrijk – Albanië                      | 1 – 1                                    | Vriendschappelijk                        |                                          |
| 22.                                      | 18 november 2014                         | Frankrijk – Zweden                       | 1 – 0                                    | Vriendschappelijk                        |                                          |
| 23.                                      | 13 juni 2015                             | Albanië – Frankrijk                      | 1 – 0                                    | Vriendschappelijk                        |                                          |
| 24.                                      | 4 september 2015                         | Portugal – Frankrijk                     | 0 – 1                                    | Vriendschappelijk                        |                                          |
| 25.                                      | 7 september 2015                         | Frankrijk – Servië                       | 2 – 1                                    | Vriendschappelijk                        |                                          |
| 26.                                      | 13 november 2015                         | Frankrijk – Duitsland                    | 2 – 0                                    | Vriendschappelijk                        |                                          |
| 27.                                      | 17 november 2015                         | Engeland – Frankrijk                     | 2 – 0                                    | Vriendschappelijk                        |                                          |
| 28.                                      | 25 maart 2016                            | Nederland – Frankrijk                    | 2 – 3                                    | Vriendschappelijk                        |                                          |
| 29.                                      | 29 maart 2016                            | Frankrijk – Rusland                      | 4 – 2                                    | Vriendschappelijk                        |                                          |
| 30.                                      | 30 mei 2016                              | Frankrijk – Kameroen                     | 3 – 2                                    | Vriendschappelijk                        |                                          |
| 31.                                      | 4 juni 2016                              | Frankrijk – Schotland                    | 3 – 0                                    | Vriendschappelijk                        |                                          |
| 32.                                      | 10 juni 2016                             | Frankrijk – Roemenië                     | 2 – 1                                    | EK 2016                                  |                                          |
| 33.                                      | 15 juni 2016                             | Frankrijk – Albanië                      | 2 – 0                                    | EK 2016                                  |                                          |
| 34.                                      | 19 juni 2016                             | Zwitserland – Frankrijk                  | 0 – 0                                    | EK 2016                                  |                                          |
| 35.                                      | 26 juni 2016                             | Frankrijk – Ierland                      | 2 – 1                                    | EK 2016                                  |                                          |
| 36.                                      | 3 juli 2016                              | Frankrijk – IJsland                      | 5 – 2                                    | EK 2016                                  | 20'                                      |
| 37.                                      | 7 juli 2016                              | Duitsland – Frankrijk                    | 0 – 2                                    | EK 2016                                  |                                          |
| 38.                                      | 11 juli 2016                             | Portugal – Frankrijk                     | 1 – 0 (n.v.)                             | EK 2016                                  |                                          |

Bijgewerkt op 11 juli 2016.

## Erelijst
Juventus
- Serie A: 2012/13, 2013/14, 2014/15, 2015/16
- Coppa Italia: 2014/15, 2015/16
- Supercoppa Italiana: 2013, 2015

 Manchester United
- UEFA Europa League: 2016/17
- EFL Cup: 2016/17

 Frankrijk onder 20
- FIFA-wereldkampioenschap onder 20: 2013

 Frankrijk
- FIFA-wereldkampioenschap: 2018
- UEFA Nations League: 2020/21

Individueel
- Golden Boy: 2013
- Europees voetballer van het jaar onder 21: 2014

## Privé
In maart 2022 werd Pogba in een appartement in Parijs urenlang gegijzeld door twee gewapende mannen. Uit het politieonderzoek bleek dat er sprake was van georganiseerde afpersing. Zes mannen, waaronder zijn broer Mathias Pogba, werden in december 2024 door een rechtbank in Parijs schuldig bevonden en tot gevangenisstraffen veroordeeld.
1 Majecki ·
2 Vanderson ·
4 Teze ·
5 Kehrer ·
6 Zakaria  ·
7 Ben Seghir ·
8 Pogba ·
9 Balogun ·
10 Golovin ·
11 Akliouche ·
12 Henrique ·
13 Mawissa ·
15 Camara ·
16 Köhn ·
17 Singo ·
18 Minamino ·
20 Ouattara ·
21 Ilenikhena ·
22 Salisu ·
27 Diatta ·
36 Embolo ·
37 Diop ·
50 Lienard ·
88 Magassa ·
Coach: Hütter
· Assistent-coach: Perrinelle
1 Lloris  ·  
2 Debuchy ·
3 Evra ·
4 Varane ·
5 Sakho ·
6 Cabaye ·
7 Cabella ·
8 Valbuena ·
9 Giroud ·
10 Benzema ·
11 Griezmann ·
12 Mavuba ·
13 Mangala ·
14 Matuidi ·
15 Sagna ·
16 Ruffier ·
17 Digne ·
18 Sissoko ·
19 Pogba ·
20 Rémy ·
21 Koscielny ·
22 Schneiderlin ·
23 Landreau ·
Coach: Deschamps
1 Lloris  ·
2 Jallet ·
3 Evra ·
4 Rami ·
5 Kanté ·
6 Cabaye ·
7 Griezmann ·
8 Payet ·
9 Giroud ·
10 Gignac ·
11 Martial ·
12 Schneiderlin ·
13 Mangala ·
14 Matuidi ·
15 Pogba ·
16 Mandanda ·
17 Digne ·
18 Sissoko ·
19 Sagna ·
20 Coman ·
21 Koscielny ·
22 Umtiti ·
23 Costil ·
Coach: Deschamps
1 Lloris  ·  
2 Pavard ·
3 Kimpembe ·
4 Varane ·
5 Umtiti ·
6 Pogba ·
7 Griezmann ·
8 Lemar ·
9 Giroud ·
10 Mbappé ·
11 Dembélé ·
12 Tolisso ·
13 Kanté ·
14 Matuidi ·
15 Nzonzi ·
16 Mandanda ·
17 Rami ·
18 Fekir ·
19 Sidibé ·
20 Thauvin ·
21 Hernández ·
22 Mendy ·
23 Aréola ·
Coach: Deschamps
1 Lloris  ·
2 Pavard ·
3 Kimpembe ·
4 Varane ·
5 Lenglet ·
6 Pogba ·
7 Griezmann ·
8 Lemar ·
9 Giroud ·
10 Mbappé ·
11 Dembélé ·
12 Tolisso ·
13 Kanté ·
14 Rabiot ·
15 Zouma ·
16 Mandanda ·
17 Sissoko ·
18 Digne ·
19 Benzema ·
20 Coman ·
21 Hernández ·
22 Ben Yedder ·
23 Maignan ·
24 Dubois ·
25 Koundé ·
26 Thuram ·
Coach: Deschamps